# Alconaba

Umístění obce v provincii Soria

Alconaba je obec ve Španělsku. Leží v provincii Soria v autonomním společenství Kastilie a León. Podle sčítání z roku 1842 zde v 40 domech žilo 162 obyvatel. V roce 2010 zde žilo 188 obyvatel, v roce 2017 pak 191 obyvatel.
V roce 1270 je zmiňována ve tvaru Arconava. V polovině 19. století k ní byly připojeny blízké vesnice Cubo de Hogueras, Martialay a Ontalvilla de Valcorba. V katastru obce se nachází přírodní rezervace Riberas del Río Duero o rozloze 21 ha, jež je zařazena v soustavě Natura 2000.